# Domonkos László (képzőművész)
Domonkos László (Budapest, 1956. június 11. – Budapest, 2018. október 12.) magyar látványtervező, szobrász, egyetemi tanár. 

## Életútja
1986-ban a Magyar Képzőművészeti Főiskolán díszlet- és jelmeztervező szakon diplomázott. 1977-ben a Lapkiadó Vállalat grafikusa volt. 1992-ig a Mafilmnél tervező volt. Majd a Magyar Képzőművészeti Egyetem adjunktusa, a Művészetelméleti Tanszék szcenikai tervezés és viselettörténet, kortörténet tanára volt.
Szakterületei: a címertan, a jelképtan, a műtárgyak kormeghatározása, értelmezése viseletek alapján volt.
2015-ben a rákosligeti Maros mozi újraindítója volt.

## Díjai, elismerései
- IX. Kerületért-díj (1975)
- Esztergom Város Díja
- Rákosligetért-díj (2016)

## Csoportos kiállításai
- Soproni, Salgótarjáni művésztelepeken (1970–1980)
- Magyar Nemzeti Galéria, Budapest (1978)

## Köztéri szobrai
- Görgey Artúr (bronz), Bolyai Akadémia Budapest. (jelenleg Szentendre)
- II. világháborús emléktábla (bronz) Ludovika tér
- Hősi emlékmű (bronz, márvány) Hadtörténeti Múzeum
- Görgey Artúr mellszobra (bronz) Szőgyén
- Visszabeszélő szarvas (dombormű) Bartók Zeneház
- Országzászló, Rákoscsaba